# Amerikansk hiphop

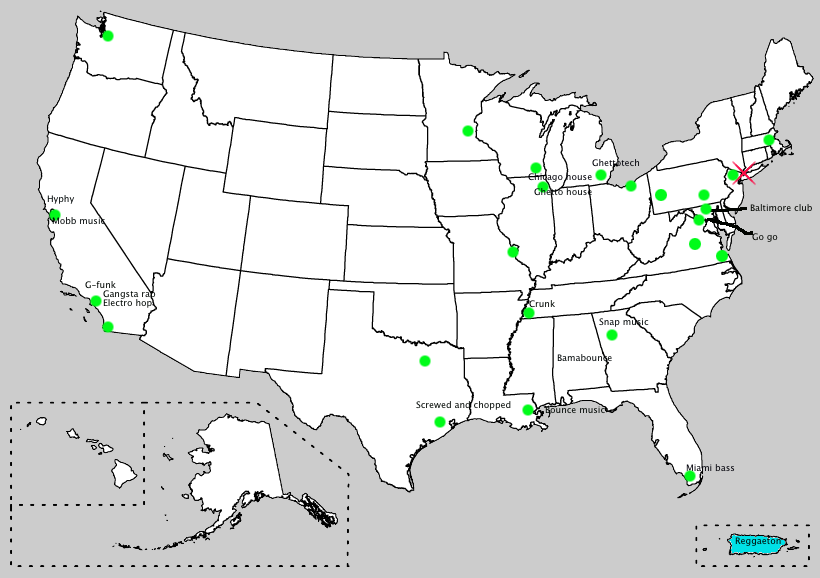
Olika stilar av hiphop i USA

Amerikansk hiphop är den hiphop som haft i särklass mest influenser på omvärlden. USA var hiphopens ursprungsland, en kulturell rörelse som började på 1970-talet. I många år var hiphop bara känt i några områden i New York, men det började sedan sprida sig till närliggande städer som Philadelphia och New Jersey. I slutet av 70-talet var hiphop känt i många av USA:s större städer.
Under det tidiga 1980-talet blev hiphopen mer regionalt förändrad, medan den New York-baserade Östkusthiphopen blev erkänd som den första inspelade hiphopen. Städer som Miami, Los Angeles, Washington D.C., Detroit, Atlanta, Chicago m.fl. utvecklade sina egna stilar från lokala influenser. Med början i N.W.A., blev Västkusthiphopen, främst baserad i Los Angeles, en mainstreamsucce. Los Angeles blev USA:s andra stora hiphopstad, efter New York. De två städerna var rivaler på många sätt, vilket föranledde Östkust-Västkustrivaliteten.